# شارول (شرکت سازنده گیتار)
کارول (انگلیسی: Charvel) شرکت تجهیزات موسیقی آمریکایی است، که در سال ۱۹۷۴ تأسیس شد.